# Théorie corpusculaire de la lumière
En optique, la théorie corpusculaire de la lumière a servi à expliquer le comportement de la lumière en l'assimilant à un flux de petites particules, les corpuscules, qui se propagent en ligne droite à une vitesse finie et qui possèdent une énergie cinétique. Proposée pour la première fois par Pierre Gassendi, cette théorie a été largement développée par Isaac Newton. À cause du prestige scientifique de Newton, elle est appliquée pendant au moins 100 ans, et largement préférée à la théorie ondulatoire de Christian Huygens. Lorsque la théorie de Newton ne peut expliquer les phénomènes de diffraction, d'interférence et de polarisation, elle est abandonnée au profit de la théorie de Huygens.
La théorie corpusculaire de Newton était le fruit de sa perception du monde où il percevait les forces comme ponctuelles. Selon Albert Einstein :

« La réalité physique [de Newton] se caractérise par l'espace, le temps, les points et forces matériels (les interactions entre les points matériels). Les évènements physiques sont perçus comme des mouvements selon la loi des points matériels dans l'espace. Le point matériel est la seule représentation de la réalité puisque c'est un objet qui change. Ce concept de point matériel provient évidemment des corps observables ; cette conception du point matériel est analogue aux corps en mouvement en négligeant les caractéristiques d'extension, de forme, de localisation spatiale et toutes les qualités « internes », et en conservant seulement leur inertie, leur translation et le concept supplémentaire de force. »

### Citations originales
1. ↑  (en) « [Newton's] physical reality is characterised by concepts of space, time, the material point and force (interaction between material points). Physical events are to be thought of as movements according to law of material points in space. The material point is the only representative of reality in so far as it is subject to change. The concept of the material point is obviously due to observable bodies; one conceived of the material point on the analogy of movable bodies by omitting characteristics of extension, form, spatial locality, and all their 'inner' qualities, retaining only inertia, translation, and the additional concept of force. »